# Vienna (Town)
Die Town of Vienna ist eine von 34 Towns im Dane County im US-amerikanischen Bundesstaat Wisconsin. Im Jahr 2010 hatte die Town of Vienna 1482 Einwohner.
Town hat in Wisconsin eine grundlegend andere Bedeutung als im übrigen englischsprachigen Bereich. Vielmehr entspricht sie den in den anderen US-Bundesstaaten üblichen Townships, die nach dem County die nächstkleinere Verwaltungseinheit bilden.
Das Gebiet der Town of Vienna ist Bestandteil der Metropolregion Madison.

## Geografie
Die Town of Vienna liegt im Süden Wisconsins, im nordöstlichen Vorortbereich der Hauptstadt Madison. Der am Mississippi gelegene Schnittpunkt der drei Bundesstaaten Wisconsin, Iowa und Minnesota liegt rund 183 km westnordwestlich; nach Illinois sind es rund 90 km in südlicher Richtung.
Die Koordinaten des geografischen Zentrums der Town of Vienna sind 43°14′41″ nördlicher Breite und 89°25′44″ westlicher Länge. Sie erstreckt sich über eine Fläche von 92,1 km². 
Die Town of Vienna liegt im Norden des Dane County und grenzt an folgende Nachbartowns: 
| Town of Lodi (Columbia County) | Town of Arlington (Columbia County)         | Town of Leeds (Columbia County)     |
| Village of Dane Town of Dane   | Kompassrose, die auf Nachbargemeinden zeigt | Town of Windsor Village of DeForest |
| Town of Springfield            | Village of Waunakee Town of Westport        |                                     |

## Verkehr
Durch den Osten der Town of Vienna verlaufen auf einem gemeinsamen Streckenabschnitt die Interstate Highways 39 und 90. Der Wisconsin State Highway 131 führt durch den Südwesten der Town. Daneben führen noch die County Highways I und V durch die Town. Alle weiteren Straßen sind untergeordnete Landstraßen sowie teils unbefestigte Fahrwege.
Durch die nordöstliche Ecke der Town verläuft eine Eisenbahnstrecke der Canadian Pacific Railway, durch den äußersten Südwesten eine Linie der Wisconsin and Southern Railroad (WSOR), einer regionalen (Class II) Frachtverkehrsgesellschaft. 
Der nächste Flughafen ist der Dane County Regional Airport in Wisconsins Hauptstadt Madison (rund 15 km südsüdöstlich).

## Bevölkerung
Nach der Volkszählung im Jahr 2010 lebten in der Town of Vienna 1482 Menschen in 540 Haushalten. Die Bevölkerungsdichte betrug 16,1 Einwohner pro Quadratkilometer. In den 540 Haushalten lebten statistisch je 2,74 Personen. 
Ethnisch betrachtet setzte sich die Bevölkerung zusammen aus 97,0 Prozent Weißen, 0,2 Prozent Afroamerikanern, 0,3 Prozent amerikanischen Ureinwohnern, 0,4 Prozent Asiaten sowie 1,6 Prozent aus anderen ethnischen Gruppen; 0,5 Prozent stammten von zwei oder mehr Ethnien ab. Unabhängig von der ethnischen Zugehörigkeit waren 4,3 Prozent der Bevölkerung spanischer oder lateinamerikanischer Abstammung. 
26,2 Prozent der Bevölkerung waren unter 18 Jahre alt, 63,2 Prozent waren zwischen 18 und 64 und 10,6 Prozent waren 65 Jahre oder älter. 49,7 Prozent der Bevölkerung war weiblich.
Das mittlere jährliche Einkommen eines Haushalts lag bei 84.583 USD. Das Pro-Kopf-Einkommen betrug 34.085 USD. 1,5 Prozent der Einwohner lebten unterhalb der Armutsgrenze.

## Ortschaften in der Town of Vienna
Neben Streubesiedlung existiert in der Town of Vienna noch die gemeindefreie Siedlung Norway Grove.